# Букув (Лодзинське воєводство)
Букув (пол. Buków) — село в Польщі, у гміні Уязд Томашовського повіту Лодзинського воєводства.
Населення — 277 осіб (2011).
У 1975—1998 роках село належало до Пйотрковського воєводства.

## Демографія
Демографічна структура станом на 31 березня 2011 року:
|          | Загалом | Допрацездатний вік | Працездатний вік | Постпрацездатний вік |
| -------- | ------- | ------------------ | ---------------- | -------------------- |
| Чоловіки | 140     | 37                 | 92               | 11                   |
| Жінки    | 137     | 21                 | 81               | 35                   |
| Разом    | 277     | 58                 | 173              | 46                   |